# Aconius Catullinus Philomatius
Aconius Catullinus Philomatius war ein spätantiker römischer Senator und Konsul im Jahr 349 unter Kaiser Constans.

## Leben
Aconius (oder Aco) Catullinus war wahrscheinlich ein Sohn des gleichnamigen Senators, der von 317 bis 318 Prokonsul von Africa war.
Catullinus war in einem unklaren Jahr Suffektkonsul und vor 338 praeses der Provinz Gallaecia im Nordwesten Spaniens. Aus seiner Amtszeit ist eine Widmung an Jupiter Optimus Maximus überliefert, was darauf hindeutet, dass er noch den alten Kulten anhing. In den Jahren 338 bis 339 diente Catullinus als vicarius der Provinz Africa und ist am 24. Juni 341 als praefectus praetorio von Italien bezeugt. Vom 6. Juli 342 bis zum 11. April 344 diente er als praefectus urbi von Rom. Ein an ihn gerichtetes und wahrscheinlich von ihm angeregtes Gesetz ist auf den 1. November 342 während seiner Amtszeit datiert und betrifft die Erhaltung heidnischer Tempel. Catullinus wurde 349 zum Konsul unter Constans ernannt.
Seine Tochter Aconia Fabia Paulina heiratete 344 den Senator Vettius Agorius Praetextatus.
Nach dem Chronograph von 354 trug Catullinus das Cognomen Philomatius, das einige Autoren in Philomathius (Liebe zum Lernen) umgewandelt haben, aber Salway schlägt stattdessen Philematius nach dem griechischen Wort φίλημα (Kuss) vor.